# Domenico Cento
Domenico Cento (Mammola, 14 gennaio 1881 – Reggio Calabria, 24 febbraio 1933) è stato un militare italiano.

## Biografia
Figlio del maestro Giovanni Cento e della gentildonna Calafati Angiola Maria, entrambi calabresi, Domenico è nato in una piccola abitazione sita presso Largo Dante, al numero cinquanta, presso il comune di Mammola, una cittadina della provincia di Reggio Calabria. A Mammola, visse la sua infanzia e adolescenza in un periodo in cui, dopo l'Unità d'Italia, le difficili condizioni economico-sociali incisero profondamente sul vivere della comunità. Sulla sua formazione non si hanno notizie certe. Tuttavia, è possibile ritenere che egli ricevette una buona formazione culturale come dimostra la sua professione, che sposò molto giovane, e quella di alcuni suoi fratelli, tra i quali Nicodemo Cento, nominato sacerdote, e Gennaro Cento, allora avvocato del foro di Locri.

### Gli anni a Mammola
A Mammola, di Domenico Cento è noto l'impegno politico elargito durante le elezioni amministrative del 1905, che vedranno l'elezione, per la seconda volta dopo quelle del 1895, del sindaco Francescantonio Argirò. In questa occasione Cento si dimostrò un uomo moderato, sostenitore della compagine popolare guidata dal sindaco Argirò fino al 1905-1907, anni dopo i quali si dedicò completamente all'attività di insegnante, trasferendosi dal comune di Mammola a quello di Gioiosa Ionica.
In occasione delle elezioni, Domenico Cento dimostrò un'indole politica fedele e appassionata, e divenne protagonista di uno scontro politico molto acceso che vide schierarsi, da una parte, Cento insieme all'amico Francesco Gulluni e Giovanni Gargiulo, dall'altra, l'avvocato Carmelo Barillaro. Quest'ultimo, che fino al 1902 apparteneva alla stessa coalizione politica che affiancava il sindaco Argirò, alle battute finali delle elezioni del 1905, denunciò la sua insofferenza politica e le vedute nettamente diverse rispetto al sindaco uscente. Soprattutto, attraverso manifesto pubblico, accusò Cento di incoerenza politica. La risposta di Cento e degli amici Gulluni e Gargiulo fu immediata, tanto che il 29 luglio del 1905, a circa ventiquattro ore dal voto amministrativo, giunse con un secondo manifesto. La risposta pubblica, dal titolo “Pe nu surfarolo senza... botta...” composta con uno stile chiaro, dotto, coinvolgente e colmo di riferimenti volti a celebrare la gente di Mammola, denota non soltanto l'eccellente abilità politica di Domenico Cento, ma anche un solido bagaglio politico-culturale.

### Gli anni a Gioiosa Ionica

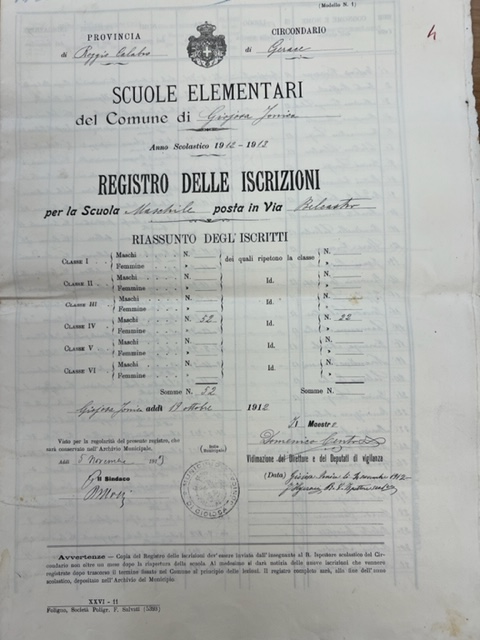
Registro di classe del maestro Cento (1912)

Nel 1910 Domenico Cento si trasferì a Gioiosa Ionica, a pochi chilometri da Mammola, dove sposò Baldari Luigia Marianna Ester, anche lei insegnante, l’8 ottobre 1910. Da questo momento in poi, i due coniugi vissero in una casa sita al numero uno di Via Caracciolo. Secondo testimonianze d’archivio, in questi anni Domenico Cento fu attivo come insegnante nel comune di Gioiosa Ionica, dove esercitò non solo una funzione educativa, propria della sua professione, ma anche sociale.
Come ricorda in un articolo il giornalista Domenico Logozzo, nei primi del Novecento l’istruzione in Calabria era ostacolata dalle famiglie che, vivendo in condizioni di povertà, vedevano nei figli delle braccia da sfruttare anziché delle menti da coltivare. “Li avviavano subito al lavoro. Nei campi, nell’edilizia, nelle botteghe artigiane. Lavori umili e lavori pesanti. Un mestiere – qualsiasi mestiere – valeva più del  “pezzo di carta”. Perché dava qualcosa da mangiare. Poco, ma dava qualcosa di concreto. Lo studio non dava da mangiare, non dava nulla di concreto. Mentalità difficili da cambiare". In questo contesto lavorò il maestro Domenico Cento, aiutando molti giovani ad uscire dalla strada, incentivandoli a studiare, fornendo loro anche materiale scolastico, e lottando contro la ritrosia delle famiglie calabresi dell’epoca.
Un caso documentato è quello di Francesco Logozzo che, all’epoca, all’età di otto anni, fu aiutato in maniera determinante dal maestro. Egli stesso lo ricorda con queste parole: “Un Maestro davvero vicino agli alunni, ci seguiva, ci stimolava ad amare la cultura, con la sua grande cultura. Mi prestò il suo libro, che copiai interamente, con grande pazienza”.

### Gli anni della guerra

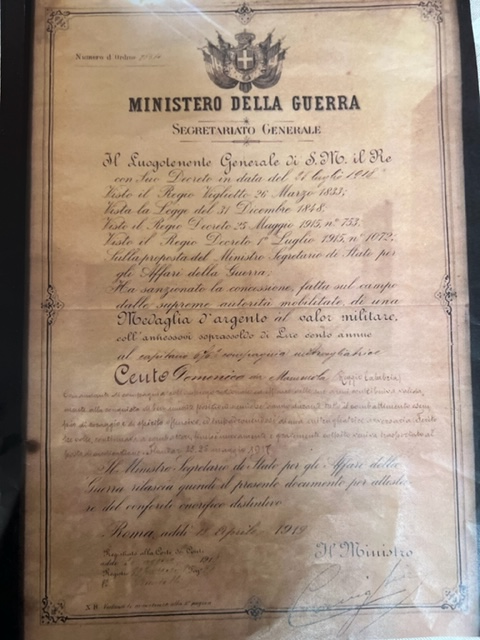
Atto di designazione del Ministero della Guerra per il conferimento della "medaglia d'argento al valor militare"

Il 24 maggio 1915, con l’ingresso dell’Italia nella prima guerra mondiale, Domenico Cento venne richiamato alle armi e assunse servizio in qualità di capitano. Ha combattuto presso il Monte Ermada, una modesta collina del Carso posta al confine tra la provincia di Trieste e i territori dell’ex Jugoslavia. In testimonianze scritte del tempo, si legge: 
Per questo motivo, il 15 aprile 1919 a Roma fu insignito della medaglia d’argento al valor militare. La vittoria fu talmente significativa per lui che diede al secondo figlio il nome di Guido Hermad, nato il 15 maggio del 1918. Come risulta da alcuni registri comunali del 1917, recanti l’elenco dei diversi insegnanti suddivisi per anzianità di ruolo, Cento continuò a dedicarsi all’insegnamento fino al 1928, anno in cui si trasferì con la moglie a Reggio Calabria, dove svolse il ruolo di direttore didattico delle scuole elementari e comandante della Centuria Mutilati.

### Dopoguerra
Il 3 settembre 1931, sulla Gazzetta Ufficiale del Regno d'Italia, viene pubblicata la lista degli assessori dei circoli della Corte d'Assise compresi nel distretto della Corte d'appello di Messina. Tra di questi venne nominato pure Domenico Cento.

#### La morte e gli onori
Muore il 24 febbraio 1933, sempre a Reggio Calabria. Pochi giorni dopo il suo corpo venne ricondotto a Mammola, dove furono celebrati funerali solenni alla presenza di numerose personalità vicine al maestro, giunte da Reggio Calabria, Mammola, Gioiosa Ionica, Gerace e San Giovanni di Gerace, tra i quali commilitoni, colleghi, maestri, ammiratori ed amici. In occasione del rito, egli venne intitolato “Cittadino eletto” ed “Eroico Mutilato".

## Onorificenze e riconoscimenti
Negli anni 1970, a Domenico Cento è stata intitolata la scuola media statale di Gioiosa Ionica, in memoria del suo operato.